# 1942: A Love Story
1942: A Love Story è un film del 1994, diretto da Vidhu Vinod Chopra.

## Colonna sonora
1. Kumar Sanu – Ek Ladki Ko Dekha To – 4:37
2. Lata Mangeshkar – Kuchh Na Kaho (Sad) – 6:23
3. Kuchh Na Kaho (Chorus) – 2:06
4. Kumar Sanu – Kuchh Na Kaho (Happy) – 6:06
5. Kavita Krishnamurthy – Pyar Hua Chupke Se – 5:15
6. Kumar Sanu, Kavita Krishnamurthy – Rim Jhim Rim Jhim – 5:18
7. Kumar Sanu – Rooth Na Jaana – 3:27
8. Shivaji Chattopadhyaya – Yeh Safar – 5:41